# Nulla dies sine linea
Nulla dies sine linea és una locució llatina que significa «cap dia sense una línia». La frase té el seu origen en Plini el Vell (Història natural, XXXV, 84), on la idea s'aplica al pintor grec Apel·les de Colofó, de qui diu que no passava cap dia sense pintar almenys una línia. La frase apareix citada com a proverbi per primer cop a la compilació Proverbiorum libellus de l'humanista italià Polydore Virgile, el 1498.
En llatí, «linea» significa «fil de lli», i en un sentit figurat es refereix al traç d'una ploma o pinzell. En el seu significat original, per tant, no es refereix a una línia de text. No obstant això, aquesta locució ha estat sovint emprada per molts escriptors amb aquest darrer significat.
Per exemple, Émile Zola emprà aquesta frase com a divisa i la feu inscriure al dintell de la xemeneia del despatx de la seva casa de Médan. També apareix al despatx de l'escriptor flamenc Stijn Streuvels a la seva casa de Ingooigem, i fou emprada per Jean-Paul Sartre a la seva autobiografia Les Mots: «Escric sempre. Què més podria fer? Nulla dies sine linea. És el meu costum i, a més, el meu ofici».